# Base aérienne Clark

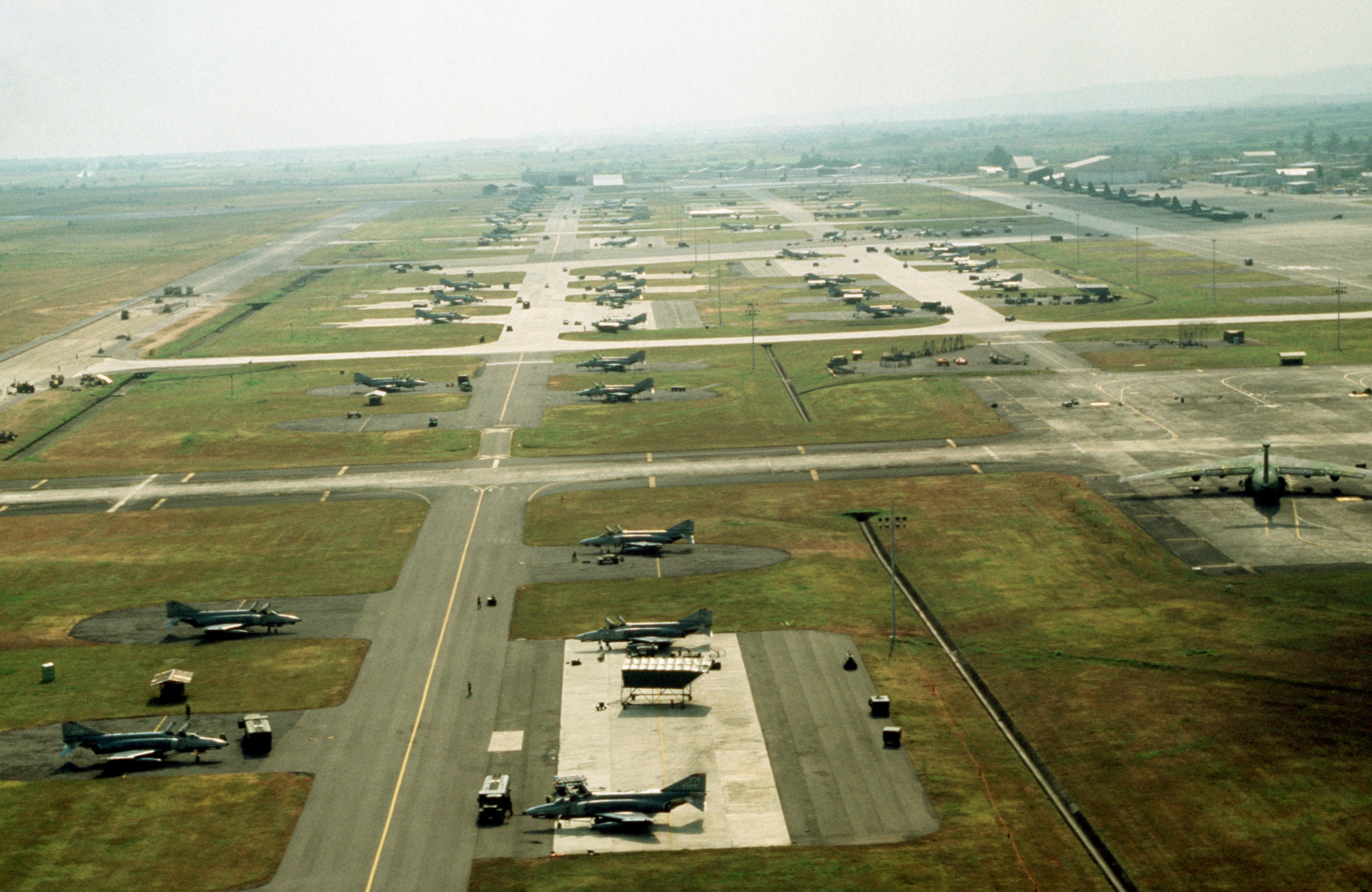
La base aérienne Clark en 1989.

La base aérienne Clark est une base aérienne de la force aérienne philippine et, de 1903 à 1991, de l'United States Air Force (USAF).
Elle est située sur l'île de Luçon près d'Ángeles.